# 秋田町
秋田町（あきたまち）は、徳島県徳島市の町名。現行行政地名は秋田町一丁目から秋田町六丁目。2009年12月現在の徳島市の調査による人口は589人、世帯数は342世帯。郵便番号は〒770-0934。

## 地理
東富田地区に属する。秋田町一丁目・二丁目は隣接する栄町、紺屋町などと合わせて徳島市の主要歓楽街、徳島の夜の町として知られている。秋田町という語はこれらの隣接地域を含めた徳島市の繁華街一帯を表すこともある。逆に秋田町三丁目 - 六丁目は住宅や商店が多くなっており、歓楽街としての秋田町を指す場合は三丁目 - 六丁目は含まない場合が多い。
旧遊廓が残る町でもある。秋田町の遊廓は明治初年に阿波藩主・蜂須賀氏の徳島城から局長家を移して遊女家を許可したことに始まったものとされている。

## 歴史
元は富田浦町の一部であったが、昭和16年より現在の町名となった。江戸時代には淡路町通・裏淡路町と称されていた。昭和16年の大徳島市地図によれば秋田町は道幅が狭く、雑貨店・飲食店・食料品店などの商家が並び、1丁目には劇場・映画館の信富座があった。昭和20年の徳島大空襲では著しい戦災を受けた。
現在の5丁目には明治5年の名東県によって富田新地（後の南新地）に遊廓が設置された。明治11年に営業地域が同地と板野郡林崎村丸山の2箇所に限定され、公娼地となった。昭和33年売春防止法が全面施行され、遊廓は廃止された。

## 交通

### 道路
- 国道438号

### バス
徳島バス・徳島市営バス
- 秋田町一丁目
- 秋田町三丁目
- 秋田町四丁目

## 施設
- 富田中央公園 - 映画『眉山』ロケーション記念プレートが設置されている。
- キョーエイ
- カラオケ館
- ヤラカスシティホール - 有限会社ヤラカス運営の葬祭場。
- 六右衛門グループ
- メイドliveカフェにゃんにゃん - メイドカフェ＆LIVE劇場